# Англичанин, который поднялся на холм, а спустился с горы
«Англичанин, который поднялся на холм, а спустился с горы» — британская комедия 1995 года с Хью Грантом в главной роли.

## Сюжет
Действие фильма происходит в 1917 году, во время Первой мировой войны, в маленькой вымышленной валлийской деревушке Финнон Гару. В центре фильма — два английских картографа: напыщенно держащийся любитель выпить Гаррад и его молодой помощник Энсон (Хью Грант), которые приезжают в Финнон Гару, чтобы измерить высоту местной одноименной «горы». Измерив её и найдя, что она чуть ниже требуемых для «горы» 1000 футов, они классифицируют возвышенность как «холм», необычайно возмутив этим местных жителей, которые воспринимают происходящее так, словно «англичане отбирают у нас нашу гору». Под предводительством местного пройдохи-трактирщика Моргана Козлика (прозванного так за свою любвеобильность) и его заклятого врага, деревенского священника, преподобного Роберта Джонса, жители деревушки пытаются задержать отъезд картографов, а за это время насыпать на вершине небольшую земляную горку, чтобы довести общую высоту до 1000 футов и сохранить за Финнон Гару звание горы.

## В ролях
- Хью Грант — Реджинальд Энсон
- Иэн Макнис — Джордж Гаррад
- Тара Фицджеральд — Бетти из Кардиффа
- Колм Мини — Морган Козлик
- Кеннет Гриффит — преподобный Роберт Джонс
- Иэн Харт — Джонни Контуженный

## Награды
- Номинация на Golden Frog на фестивале Camerimage (1995)
- Специальная премия жюри Московского Международного кинофестиваля (1995)

## Детали
Фильм основан на похожей истории, услышанной режиссёром Кристофером Монгером от своего деда, которая произошла в деревеньке Таффс Велл в Уэльсе.